# Creurgops
Creurgops – rodzaj ptaków z rodziny tanagrowatych (Thraupidae).

## Występowanie
Rodzaj obejmuje gatunki występujące w Ameryce Południowej.

## Morfologia
Długość ciała 14–15 cm, masa ciała 16–27 g.

## Systematyka

### Etymologia
Greckie κρεουργος kreourgos „rzeźnik” tj. ptak-rzeźnik, czyli srokacz lub dzierzba (por. rodzaj Creurgus Morris, 1837, dzierzba); gr. ωψ ōps, ωπος ōpos – „wygląd”.

### Gatunek typowy
Creurgops verticalis P.L. Sclater

### Podział systematyczny
Do rodzaju należą następujące gatunki:
- Creurgops verticalis Sclater,PL, 1858 – beretnik rdzawobrzuchy
- Creurgops dentatus (Sclater,PL & Salvin, 1876) – beretnik szarobrzuchy